# Площа Республіки (Париж)
Площа Республіки (фр. Place de la République) — площа в Парижі, розташована на кордоні 3, 10-го та 11-го округів. Розміри площі — приблизно 340×100 м.

## Історія й сьогодення
Раніше на місці площі проходила споруджена за часів правління Карла V в XIV столітті міська стіна. Тут знаходилися ворота, укріплені бастіоном, Porte du Temple (названі на ім'я резиденції тамплієрів). У 1811 році Наполеон наказав прикрасити площу фонтаном Fontaine du Château d'Eau.
Характерну прямокутну форму площа отримала в 1854 році за розпорядженням префекта й містобудівника барона Османа з метою використати її для занять стройової підготовки. Теперішні бульвари Мажента і Вольтера виходили по прямій лінії на площу Республіки, що не суперечило класичному вигляду міста, але разом із тим і забезпечувало кращий артилерійський захист, ніж звичні криві вулиці.
У центрі площі височіє Статуя Республіки, споруджена братами Моріс у 1880 році — велика жіноча постать у лавровому вінку з оливковою гілкою миру в піднятій руці, біля ніг якої, навколо п'єдесталу, розташувалися жіночі фігури з смолоскипами та прапорами в руках, що символізують Свободу, Рівність і Братерство, а внизу — бронзовий лев, в оточенні барельєфів, що відображають події з історії Франції.

## Вулиці
Такі вулиці відходять від площі за годинниковою стрілкою:
- Бульвар Мажента (boulevard de Magenta)
- Вулиця Леон-Жуо (rue Léon-Jouhaux)
- Вулиця Фобур дю Тампль (rue du Faubourg du Temple)
- Авеню Республіки (avenue de la République)
- Бульвар Вольтера (boulevard Voltaire)
- Бульвар дю Тампль (boulevard du Temple)
- Вулиця дю Тампль (rue du Temple)
- Бульвар Сан-Мартен (boulevard Saint-Martin)
- Вулиця Рене Буланже (rue René Boulanger)

Найближча станція метро — «Республіка» (лінії 3, 5, 8, 9, 11).